# Lucka
Lúčka szlovákiai településeket lásd itt: Lúčka (egyértelműsítő lap)
Lucka város Németország Türingia tartományában, Altenburger Land kerületben.
Lakossága 2015 végi adat szerint 3823.
Három részből áll: magából a városból, Breitenhainból és Prößdorfból.

## Testvértelepülései
- Unterschleißheim, Bajorország
- Weselberg, Rajna-vidék-Pfalz

1. ↑  Alle politisch selbständigen Gemeinden mit ausgewählten Merkmalen am 31.12.2023 (német nyelven). register of German municipalities (2023) . Szövetségi Statisztikai Hivatal, 2024. október 28. (Hozzáférés: 2024. november 16.)